# Državno područje
Državno područje ili državni teritorij je ukupnost prostora (jedinstvenog ili u više međusobno odvojenih dijelova, kao npr. eksklave) koji potpadaju pod suverenitet jedne države. U državno područje ubrajaju se kopno, rijeke, jezera, unutrašnje morske vode i teritorijalno more te zračni prostor iznad njih kao i podzemlje i podmorje. Teritorijalna država u tom prostoru ima isključivu vlast i na njemu vrijedi njezin pravni poredak (ograničen međunarodnim pravom i eventualnim pravima trećih država).